# Rahel Tschopp

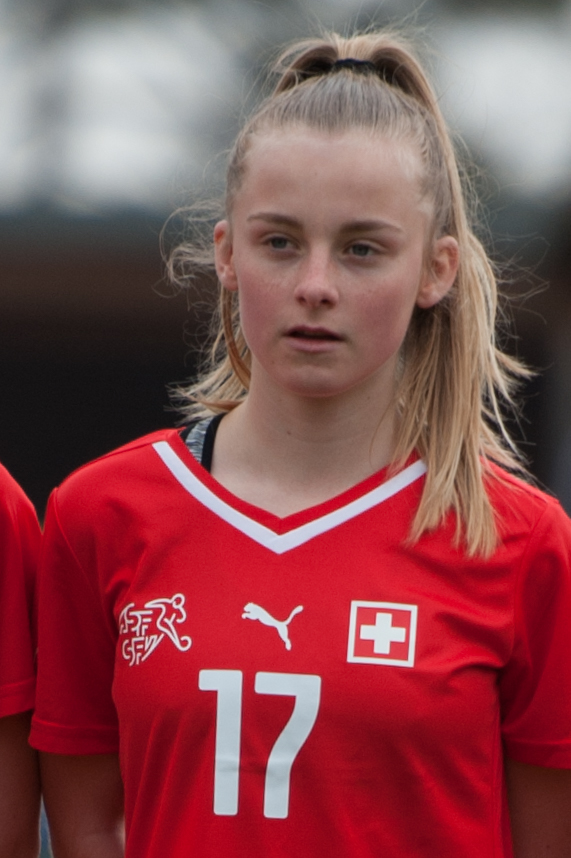
Rahel Tschopp (2016)

Rahel Tschopp (* 30. Mai 2000) ist eine ehemalige Schweizer Fussballspielerin.

## Werdegang

### Verein
Tschopp trat als knapp Neunjährige in den FC Sachseln ein. Im August 2014 wechselte sie zum FC Luzern. Beim FC Sachseln wie auch beim FC Luzern trainierte und spielte sie mit Buben. Von 2014 bis 2016 besuchte sie die Football Academy des Schweizerischen Fussballverbands in Biel. Von 2016 bis 2019 gehörte Tschopp zum Frauenteam der Nationalliga A des FC Luzern.

### Nationalmannschaft
Mit der Schweizer U19-Nationalmannschaft spielt Tschopp im Juli 2018 an der U19-Europameisterschaft daheim in der Schweiz. Ihr Debüt in der A-Nationalmannschaft der Schweiz gab sie in der WM-Qualifikation zur Fussball-Weltmeisterschaft 2019 in Frankreich am 9. November 2018 bei der 0:3-Niederlage in Utrecht gegen die Niederlande. Sie bestritt insgesamt zwei Länderspiele.